# Dodge LCF Series

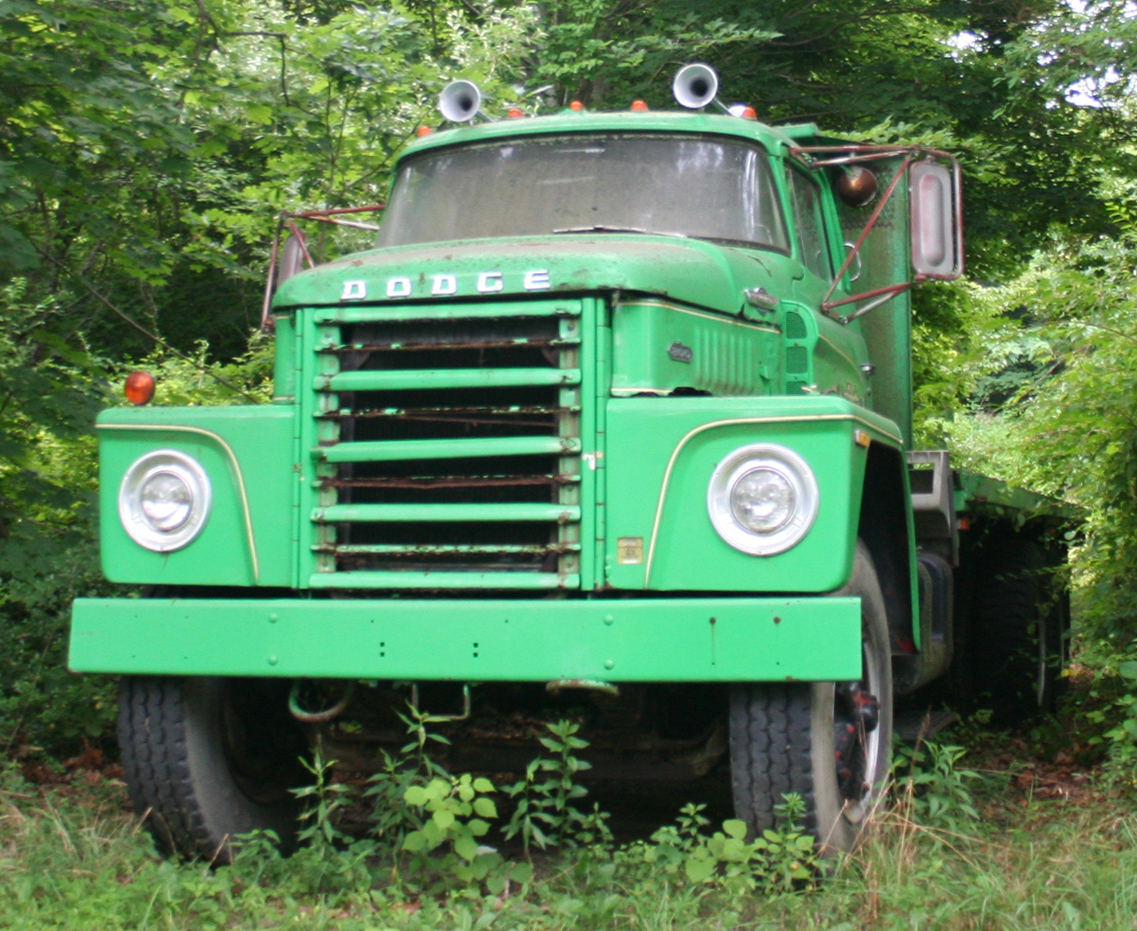
Camion Dodge CT800 (série LCF de camions moyens/lourds)

Le Dodge LCF (pour «Low Cab Forward») était une série de camions moyens et lourds construits par Dodge de 1960 à 1976. Ils ont remplacé la gamme des camions cab over Dodge Forward Look construits dans les années 50. Les séries 500 à 700 étaient à usage moyen uniquement, tandis que les séries 800 à 1000 étaient réservées aux versions lourdes.
La gamme LCF a également été vendue au Canada sous la marque Fargo. En outre, conformément à la politique d'ingénierie des badges de la Chrysler Corporation visant à fournir un plus grand nombre de points de vente à l'étranger, les LCF ont également été commercialisés dans certains pays sous la marque DeSoto.
La section de cabine du LCF a été directement prise de la gamme de pick-ups Dodge C Series de 1956-1960, avec le pare-brise panoramique, mais a été équipée d'une section avant unique. L'un des principaux arguments de vente du Dodge LCF était l'accessibilité; les côtés du compartiment moteur et des ailes étant agencés pour s'ouvrir. Un mécanicien pouvait facilement se tenir entre le moteur et la roue avant tout en travaillant.
Une gamme de moteurs essence Dodge et International Harvester était disponible, tout comme les diesels de Perkins (pour les variantes plus légères), Cummins, Caterpillar et Detroit Diesel pour les versions les plus lourdes, les versions six cylindres et V8. Les versions essence étaient simplement appelées «C» Series, suivie d'un chiffre indiquant la catégorie de poids, et tous étaient à moteur V8. Les unités à moteur diesel Perkins étaient appelées «PC», tandis que les unités avec moteur diesels en ligne étaient appelés «CN» et les unités avec moteurs diesel en V étaient appelés «CV». Un «T» après les lettres indique un essieu arrière tandem. Sur les LCF équipés de moteurs diesel six cylindres en ligne, le moteur pénétrait dans la cabine. Cela a été recouvert d'un panneau amovible pour la maintenance. Une gamme presque illimitée de moteurs, de transmissions et d'essieux arrière était disponible pour ce qui était généralement un camion construit sur commande. Le plus gros diesel disponible était le moteur Cummins V-903, une unité géante de 903 pouces cubes (14 794 cm3) avec une puissance maximale modeste de 289 ch (216 kW). Le plus petit moteur, le Detroit Diesel 8V-71N de 567 pouces cubes (9299 cm3) était le moteur le plus puissant, avec 300 ch (224 kW).
Avec le retrait de Dodge du secteur des camions lourds, la dernière année du C Series sur le marché américain était 1975. Quelques centaines de CNT800 et CNT900 supplémentaires ont été exportés en 1976 sous forme de kits CKD (Complete Knock Down) vers les pays d'Amérique latine, où les dernières unités ont été assemblées jusqu'en 1978.